# Milan Ciganović
Milan Ciganović (Bosnia ed Erzegovina, 1888 – Belgrado, 1927) è stato un rivoluzionario serbo.
Fu tra i principali organizzatori dell'attentato di Sarajevo che diede inizio alla crisi di luglio e alla prima guerra mondiale.

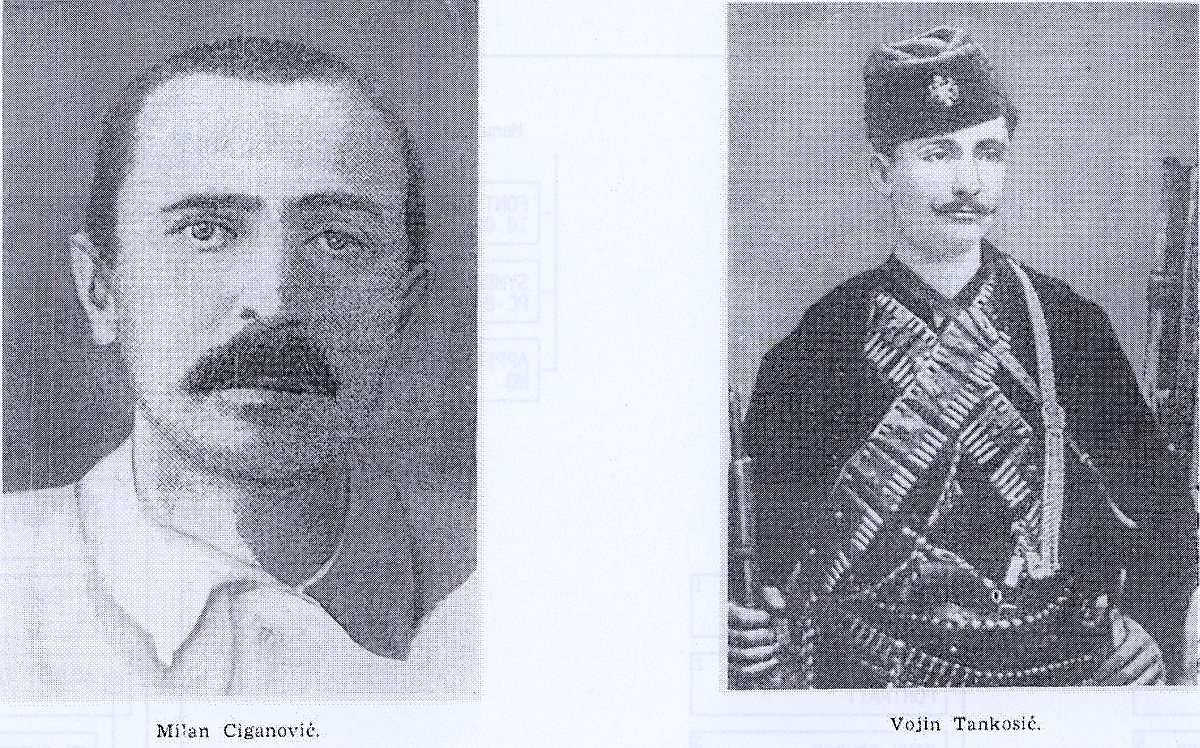
Ciganović, Tankosić

## Biografia
Milan Ciganović nacque in Bosnia ed Erzegovina nel 1888. Si spostò successivamente a Belgrado dove divenne uno dei membri principali della Mano Nera, gruppo terroristico serbo. Lavorò al fianco del colonnello Dragutin Dimitrijević, capo dei servizi segreti serbi. Come copertura delle sue attività di spionaggio, Ciganović venne impiegato come ufficiale delle ferrovie serbe.
Si ha ragione di credere che Ciganović abbia giocato un ruolo di fondamentale importanza nell'affare dell'assassinio dell'arciduca Francesco Ferdinando d'Austria. Il 27 maggio 1914 di lui si sa che consegnò a Nedeljko Čabrinović, Gavrilo Princip e Trifko Grabež quattro revolver, sei bombe e fiale di veleno.
Il 28 giugno 1914, Francesco Ferdinando e la moglie Sofia vennero assassinati da Gavrilo Princip, ma al momento dell'arresto vennero fermati sia Princip che Čabrinović e vennero entrambi interrogati dalla polizia alla quale fecero il nome di altri cospiratori. Tra questi Muhamed Mehmedbašić che riuscì a scappare, mentre Vaso Čubrilović, Danilo Ilić, Nedeljko Čabrinović, Cvjetko Popović e Miško Jovanović vennero arrestati, accusati di tradimento e impiccati.
Gli accusati fecero i nomi dei serbi Ciganović, Dragutin Dimitrijević e del maggiore Voijslav Tankošić come i veri e propri organizzatori dell'attentato. Il 25 luglio 1914 il governo austro-ungarico domandò a quello serbo di arrestare i cospiratori e di inviarli a Vienna affinché venissero giudicati da un tribunale austriaco.
Il 25 luglio 1914 Nikola Pašić, primo ministro della Serbia, fece però sapere al governo austriaco che egli era impossibilitato ad attuare questo arresto in quanto tale azione avrebbe violato la costituzione. Tre giorni più tardi gli austriaci dichiaravano guerra alla Serbia.
Il governo serbo inviò ad ogni modo Ciganović negli Stati Uniti per sicurezza durante tutto il periodo della durata della prima guerra mondiale. Egli fece ritorno in patria nel 1919 e ricevette come ricompensa un appezzamento di terra dal governo, si sposò e si insediò come agricoltore.
Morì nel 1927 a Belgrado.